# WTA Tour 1989
Il WTA Tour 1989 è iniziato l'8 gennaio con il Queensland Open e si è concluso il 17 dicembre con la finale del Brasil Open.
Il WTA Tour è una serie di tornei femminili di tennis 
organizzati dalla WTA. Questa include i tornei del Grande Slam (organizzati in collaborazione con la International Tennis Federation (ITF)), il WTA Tour Championships e i tornei delle categorie Tier I, Tier II, Tier III, Tier IV e Tier V.

## Calendario

### Gennaio
| Settimana              | Torneo                                                                              | Categoria   | Vincitrici                                    | Finaliste                               | Semifinaliste | Eliminate ai quarti |
| ---------------------- | ----------------------------------------------------------------------------------- | ----------- | --------------------------------------------- | --------------------------------------- | ------------- | ------------------- |
| 8 gennaio              | Queensland Open 1989 Brisbane, Australia Singolare - Doppio                         | Tier V      | Helena Suková 7–6(6) 7–6(6)                   | Brenda Schultz                          |               |                     |
| 8 gennaio              | Queensland Open 1989 Brisbane, Australia Singolare - Doppio                         | Tier V      | Helena Suková Jana Novotná 6–7, 6–1, 6–2      | Patty Fendick Jill Hetherington         |               |                     |
| 9 gennaio              | New South Wales Open 1989 Sydney, Australia Cemento Singolare - Doppio              | Tier IV     | Martina Navrátilová 6-2 6-4                   | Catarina Lindqvist                      |               |                     |
| 9 gennaio              | New South Wales Open 1989 Sydney, Australia Cemento Singolare - Doppio              | Tier IV     | Martina Navrátilová Pam Shriver 6–3, 6–3      | Elizabeth Smylie Sayers Wendy Turnbull  |               |                     |
| 16 gennaio 2 settimane | Australian Open 1989 Melbourne, Australia Cemento Singolare - Doppio - Doppio misto | Grande Slam | Steffi Graf 6-4 6-4                           | Helena Suková                           |               |                     |
| 16 gennaio 2 settimane | Australian Open 1989 Melbourne, Australia Cemento Singolare - Doppio - Doppio misto | Grande Slam | Martina Navrátilová Pam Shriver 3–6, 6–3, 6–2 | Patty Fendick Jill Hetherington         |               |                     |
| 30 gennaio             | ASB Classic 1989 Auckland, Nuova Zelanda Cemento Singolare - Doppio                 | Tier V      | Patty Fendick 6-2 6-0                         | Belinda Cordwell                        |               |                     |
| 30 gennaio             | ASB Classic 1989 Auckland, Nuova Zelanda Cemento Singolare - Doppio                 | Tier V      | Patty Fendick Jill Hetherington 6–4, 6–4      | Elizabeth Smylie Sayers Janine Thompson |               |                     |
| 30 gennaio             | Toray Pan Pacific Open 1989 Tokyo, Giappone Sintetico indoor Singolare - Doppio     | Tier III    | Martina Navrátilová 6(3)–7 6-3 7–6(5)         | Lori McNeil                             |               |                     |
| 30 gennaio             | Toray Pan Pacific Open 1989 Tokyo, Giappone Sintetico indoor Singolare - Doppio     | Tier III    | Katrina Adams Zina Garrison 6–3, 3–6, 7–6     | Mary Joe Fernández Claudia Kohde Kilsch |               |                     |

### Febbraio
| Settimana   | Torneo                                                                                 | Categoria | Vincitrici                                       | Finaliste                            | Semifinaliste | Eliminate ai quarti |
| ----------- | -------------------------------------------------------------------------------------- | --------- | ------------------------------------------------ | ------------------------------------ | ------------- | ------------------- |
| 6 febbraio  | Wellington Classic WTA 1989 Wellington, Nuova Zelanda Singolare - Doppio               | Tier V    | Conchita Martínez 6-1 6-2                        | Jo-Anne Faull                        |               |                     |
| 6 febbraio  | Wellington Classic WTA 1989 Wellington, Nuova Zelanda Singolare - Doppio               | Tier V    | Elizabeth Smylie Sayers Janine Thompson 7–6, 6–1 | Tracey Morton-Rodgers Heidi Sprung   |               |                     |
| 13 febbraio | Virginia Slims of Washington 1989 Fairfax, USA Cemento Singolare - Doppio              | Tier II   | Steffi Graf 6-1 7-5                              | Zina Garrison                        |               |                     |
| 13 febbraio | Virginia Slims of Washington 1989 Fairfax, USA Cemento Singolare - Doppio              | Tier II   | Betsy Nagelsen Pam Shriver 6–2, 6–3              | Nataša Zvereva Larisa Neiland        |               |                     |
| 20 febbraio | Virginia Slims of California 1989 Oakland, USA Cemento Singolare - Doppio              | Tier III  | Zina Garrison 6-1 6-1                            | Larisa Neiland                       |               |                     |
| 20 febbraio | Virginia Slims of California 1989 Oakland, USA Cemento Singolare - Doppio              | Tier III  | Patty Fendick Jill Hetherington 7–5, 3–6, 6–2    | Larisa Neiland Nataša Zvereva        |               |                     |
| 20 febbraio | Virginia Slims of Kansas 1989 Wichita, USA Sintetico (indoor) Singolare - Doppio       | Tier V    | Amy Frazier 4-6 6-4 6-0                          | Barbara Potter                       |               |                     |
| 20 febbraio | Virginia Slims of Kansas 1989 Wichita, USA Sintetico (indoor) Singolare - Doppio       | Tier V    | Manon Bollegraf Lise Gregory 6–2, 7–6            | Sandy Collins Leila Meskhi           |               |                     |
| 27 febbraio | U.S. Women's Hard Court Championships 1989 San Antonio, USA Singolare - Doppio         | Tier III  | Steffi Graf 6-1 6-4                              | Ann Henricksson                      |               |                     |
| 27 febbraio | U.S. Women's Hard Court Championships 1989 San Antonio, USA Singolare - Doppio         | Tier III  | Katrina Adams Pam Shriver 3–6, 6–1, 6–4          | Patty Fendick Jill Hetherington      |               |                     |
| 27 febbraio | Virginia Slims of Oklahoma 1989 Oklahoma City, USA Cemento (indoor) Singolare - Doppio | Tier IV   | Manon Bollegraf 6-4 6-4                          | Leila Meskhi                         |               |                     |
| 27 febbraio | Virginia Slims of Oklahoma 1989 Oklahoma City, USA Cemento (indoor) Singolare - Doppio | Tier IV   | Lori McNeil Betsy Nagelsen walkover              | Elise Burgin Elizabeth Smylie Sayers |               |                     |

### Marzo
| Settimana | Torneo                                                                                      | Categoria | Vincitrici                                      | Finaliste                        | Semifinaliste | Eliminate ai quarti |
| --------- | ------------------------------------------------------------------------------------------- | --------- | ----------------------------------------------- | -------------------------------- | ------------- | ------------------- |
| 6 marzo   | Champions Cup and the WTA of Indian Wells 1989 Palm Springs, USA Cemento Singolare - Doppio | Tier II   | Manuela Maleeva Fragniere 6-4 6-1               | Jenny Byrne                      |               |                     |
| 6 marzo   | Champions Cup and the WTA of Indian Wells 1989 Palm Springs, USA Cemento Singolare - Doppio | Tier II   | Hana Mandlíková Pam Shriver 6–3, 6–7 (4–7), 6–3 | Rosalyn Fairbank Gretchen Magers |               |                     |
| 13 marzo  | Virginia Slims of Florida 1989 Boca Raton, Florida, USA Cemento Singolare - Doppio          | Tier II   | Steffi Graf 4-6 6-2 6-3                         | Chris Evert                      |               |                     |
| 13 marzo  | Virginia Slims of Florida 1989 Boca Raton, Florida, USA Cemento Singolare - Doppio          | Tier II   | Jana Novotná Helena Suková 6–4, 6–2             | Jo Durie Mary Joe Fernández      |               |                     |
| 20 marzo  | Miami Open 1989 Miami, USA Cemento Singolare - Doppio                                       | Tier I    | Gabriela Sabatini 6-1 4-6 6-2                   | Chris Evert                      |               |                     |
| 20 marzo  | Miami Open 1989 Miami, USA Cemento Singolare - Doppio                                       | Tier I    | Jana Novotná Helena Suková 7-6(7-5), 6-4        | Gigi Fernández Lori McNeil       |               |                     |

### Aprile
| Settimana | Torneo                                                                             | Categoria | Vincitrici                                             | Finaliste                              | Semifinaliste | Eliminate ai quarti |
| --------- | ---------------------------------------------------------------------------------- | --------- | ------------------------------------------------------ | -------------------------------------- | ------------- | ------------------- |
| 3 aprile  | Family Circle Cup 1989 Hilton Head, USA Terra verde Singolare - Doppio             | Tier II   | Steffi Graf 6-1 6-1                                    | Nataša Zvereva                         |               |                     |
| 3 aprile  | Family Circle Cup 1989 Hilton Head, USA Terra verde Singolare - Doppio             | Tier II   | Hana Mandlíková Martina Navrátilová 6–4, 6–1           | Mary Lou Daniels Wendy White-Prausa    |               |                     |
| 10 aprile | Bausch & Lomb Championships 1989 Amelia Island, USA Terra verde Singolare - Doppio | Tier II   | Gabriela Sabatini 3-6 6-3 7-5                          | Steffi Graf                            |               |                     |
| 10 aprile | Bausch & Lomb Championships 1989 Amelia Island, USA Terra verde Singolare - Doppio | Tier II   | Larisa Neiland Nataša Zvereva 7–6, 2–6, 6–1            | Martina Navrátilová Pam Shriver        |               |                     |
| 10 aprile | Singapore Open 1989 Singapore, Singapore Terra rossa Singolare - Doppio            | Tier V    | Belinda Cordwell 6-1 6-0                               | Akiko Kijimuta                         |               |                     |
| 10 aprile | Singapore Open 1989 Singapore, Singapore Terra rossa Singolare - Doppio            | Tier V    | Belinda Cordwell Elizabeth Smylie Sayers 6–7, 6–2, 6–1 | Ann Henricksson Beth Herr              |               |                     |
| 17 aprile | Eckerd Tennis Open 1989 Tampa, USA Terra rossa Singolare - Doppio                  | Tier IV   | Conchita Martínez 6-3 6-2                              | Gabriela Sabatini                      |               |                     |
| 17 aprile | Eckerd Tennis Open 1989 Tampa, USA Terra rossa Singolare - Doppio                  | Tier IV   | Brenda Schultz Andrea Temesvári 7–6, 6–4               | Elise Burgin Rosalyn Fairbank          |               |                     |
| 17 aprile | Japan Open Tennis Championships 1989 Tokyo, Giappone Cemento Singolare - Doppio    | Tier IV   | Kumiko Okamoto 6-4 6-2                                 | Elizabeth Smylie Sayers                |               |                     |
| 17 aprile | Japan Open Tennis Championships 1989 Tokyo, Giappone Cemento Singolare - Doppio    | Tier IV   | Jill Hetherington Elizabeth Smylie Sayers 6–1, 6–3     | Ann Henricksson Beth Herr              |               |                     |
| 24 aprile | Barcelona Ladies Open 1989 Barcellona, Spagna Terra rossa Singolare - Doppio       | Tier V    | Arantxa Sánchez Vicario 6-2 5-7 6-1                    | Helen Kelesi                           |               |                     |
| 24 aprile | Barcelona Ladies Open 1989 Barcellona, Spagna Terra rossa Singolare - Doppio       | Tier V    | Jana Novotná Tine Scheuer-Larsen 6–2, 2–6, 7–6         | Arantxa Sánchez Vicario Judith Wiesner |               |                     |
| 24 aprile | Taiwan Open 1989 Taipei, Taiwan Cemento Singolare - Doppio                         | Tier V    | Anne Minter 6-1 4-6 6-2                                | Cammy MacGregor                        |               |                     |
| 24 aprile | Taiwan Open 1989 Taipei, Taiwan Cemento Singolare - Doppio                         | Tier V    | Maria Lindström Heather Ludloff 4–6, 7–5, 6–3          | Cecilia Dahlman Nana Miyagi            |               |                     |
| 24 aprile | Virginia Slims of Houston 1989 Houston, Texas, USA Terra rossa Singolare - Doppio  | Tier III  | Monica Seles 3-6 6-1 6-4                               | Chris Evert                            |               |                     |
| 24 aprile | Virginia Slims of Houston 1989 Houston, Texas, USA Terra rossa Singolare - Doppio  | Tier III  | Katrina Adams Zina Garrison 6–3, 6–4                   | Gigi Fernández Lori McNeil             |               |                     |

### Maggio
| Settimana             | Torneo                                                                      | Categoria   | Vincitrici                                            | Finaliste                      | Semifinaliste | Eliminate ai quarti |
| --------------------- | --------------------------------------------------------------------------- | ----------- | ----------------------------------------------------- | ------------------------------ | ------------- | ------------------- |
| 1º maggio             | Citizen Cup 1989 Amburgo, Germania Terra rossa Singolare - Doppio           | Tier IV     | Steffi Graf walkover                                  | Jana Novotná                   |               |                     |
| 1º maggio             | Citizen Cup 1989 Amburgo, Germania Terra rossa Singolare - Doppio           | Tier IV     | Isabelle Demongeot Nathalie Tauziat walkover          | Jana Novotná Helena Suková     |               |                     |
| 1º maggio             | Taranto Open 1989 Taranto, Italia Terra rossa Singolare - Doppio            | Tier V      | Karine Quentrec 6-3 5-7 6-3                           | Cathy Caverzasio               |               |                     |
| 1º maggio             | Taranto Open 1989 Taranto, Italia Terra rossa Singolare - Doppio            | Tier V      | Sabrina Goleš Mercedes Paz 6–2, 6–2                   | Sophie Amiach Emmanuelle Derly |               |                     |
| 8 maggio              | Internazionali d'Italia 1989 Roma, Italia Terra rossa Singolare - Doppio    | Tier II     | Gabriela Sabatini 6-2 5-7 6-4                         | Arantxa Sánchez Vicario        |               |                     |
| 8 maggio              | Internazionali d'Italia 1989 Roma, Italia Terra rossa Singolare - Doppio    | Tier II     | Elizabeth Smylie Sayers Janine Tremelling 6–4, 6–3    | Manon Bollegraf Mercedes Paz   |               |                     |
| 15 maggio             | WTA German Open 1989 Berlino, Germania Terra rossa Singolare - Doppio       | Tier I      | Steffi Graf 6-3 6-1                                   | Gabriela Sabatini              |               |                     |
| 15 maggio             | WTA German Open 1989 Berlino, Germania Terra rossa Singolare - Doppio       | Tier I      | Elizabeth Smylie Sayers Janine Thompson 5–7, 6–3, 6–2 | Lise Gregory Gretchen Magers   |               |                     |
| 22 maggio             | WTA Swiss Open 1989 Ginevra, Svizzera Terra rossa Singolare - Doppio        | Tier V      | Manuela Maleeva Fragniere 6-4 6-0                     | Conchita Martínez              |               |                     |
| 22 maggio             | WTA Swiss Open 1989 Ginevra, Svizzera Terra rossa Singolare - Doppio        | Tier V      | Katrina Adams Lori McNeil 2–6, 6–3, 6–4               | Larisa Neiland Nataša Zvereva  |               |                     |
| 22 maggio             | Internationaux de Strasbourg 1989 Strasburgo, Francia Singolare - Doppio    | Tier V      | Jana Novotná 6-1 6-2                                  | Patricia Tarabini              |               |                     |
| 22 maggio             | Internationaux de Strasbourg 1989 Strasburgo, Francia Singolare - Doppio    | Tier V      | Mercedes Paz Judith Wiesner 6–3, 6–3                  | Lise Gregory Gretchen Magers   |               |                     |
| 29 maggio 2 settimane | Open di Francia 1989 Parigi, Francia Terra rossa Singolare - Doppio - Misto | Grande Slam | Arantxa Sánchez Vicario 7–6(6) 3-6 7-5                | Steffi Graf                    |               |                     |
| 29 maggio 2 settimane | Open di Francia 1989 Parigi, Francia Terra rossa Singolare - Doppio - Misto | Grande Slam | Larisa Neiland Nataša Zvereva 6–4, 6–4                | Steffi Graf Gabriela Sabatini  |               |                     |

### Giugno
| Settimana             | Torneo                                                                                    | Categoria   | Vincitrici                                  | Finaliste                     | Semifinaliste | Eliminate ai quarti |
| --------------------- | ----------------------------------------------------------------------------------------- | ----------- | ------------------------------------------- | ----------------------------- | ------------- | ------------------- |
| 12 giugno             | DFS Classic 1989 Birmingham, Gran Bretagna Erba Singolare - Doppio                        | Tier V      | Martina Navrátilová 7–6(5) 6-3              | Zina Garrison                 |               |                     |
| 12 giugno             | DFS Classic 1989 Birmingham, Gran Bretagna Erba Singolare - Doppio                        | Tier V      | Larisa Neiland Nataša Zvereva 7–5, 5–7, 6–0 | Meredith McGrath Pam Shriver  |               |                     |
| 19 giugno             | International Women's Open 1989 Eastbourne, Gran Bretagna Erba Singolare - Doppio         | Tier II     | Martina Navrátilová 7–6(2) 6-2              | Raffaella Reggi               |               |                     |
| 19 giugno             | International Women's Open 1989 Eastbourne, Gran Bretagna Erba Singolare - Doppio         | Tier II     | Katrina Adams Zina Garrison 6-3             | Jana Novotná Helena Suková    |               |                     |
| 26 giugno 2 settimane | Torneo di Wimbledon 1989 Wimbledon, Londra, Gran Bretagna Erba Singolare - Doppio - Misto | Grande Slam | Steffi Graf 6-2 6(1)–7 6-1                  | Martina Navrátilová           |               |                     |
| 26 giugno 2 settimane | Torneo di Wimbledon 1989 Wimbledon, Londra, Gran Bretagna Erba Singolare - Doppio - Misto | Grande Slam | Jana Novotná Helena Suková 6–1, 6–2         | Larisa Neiland Nataša Zvereva |               |                     |

### Luglio
| Settimana | Torneo                                                                      | Categoria | Vincitrici                                      | Finaliste                              | Semifinaliste | Eliminate ai quarti |
| --------- | --------------------------------------------------------------------------- | --------- | ----------------------------------------------- | -------------------------------------- | ------------- | ------------------- |
| 10 luglio | Arcachon Cup 1989 Arcachon, Francia Terra Singolare - Doppio                | Tier V    | Judith Wiesner 6-3 6(3)–7 6-1                   | Barbara Paulus                         |               |                     |
| 10 luglio | Arcachon Cup 1989 Arcachon, Francia Terra Singolare - Doppio                | Tier V    | Sandra Cecchini Patricia Tarabini 6–3, 7–6      | Mercedes Paz Brenda Schultz            |               |                     |
| 17 luglio | Belgian Open 1989 Bruxelles, Belgio Terra Singolare - Doppio                | Tier V    | Radka Zrubáková 7–6(6) 6-4                      | Mercedes Paz                           |               |                     |
| 17 luglio | Belgian Open 1989 Bruxelles, Belgio Terra Singolare - Doppio                | Tier V    | Manon Bollegraf Mercedes Paz 6–1, 6–2           | Carin Bakkum Simone Schilder           |               |                     |
| 17 luglio | Estoril Open 1989 Estoril, Portogallo Terra Singolare - Doppio              | Tier V    | Isabel Cueto 7–6(3) 6-2                         | Sandra Cecchini                        |               |                     |
| 17 luglio | Estoril Open 1989 Estoril, Portogallo Terra Singolare - Doppio              | Tier V    | Iva Budařová Regina Rajchrtova Kordova 6–2, 6–4 | Gabriela Castro Conchita Martínez      |               |                     |
| 17 luglio | Hall of Fame Tennis Championships 1989 Newport, USA Erba Singolare - Doppio | Tier IV   | Zina Garrison 6-0 6-1                           | Pam Shriver                            |               |                     |
| 17 luglio | Hall of Fame Tennis Championships 1989 Newport, USA Erba Singolare - Doppio | Tier IV   | Gigi Fernández Lori McNeil 6–3, 6–7, 7–5        | Elizabeth Smylie Sayers Wendy Turnbull |               |                     |
| 24 luglio | Schenectady Open 1989 Schenectady, New York, USA Cemento Singolare - Doppio | Tier V    | Laura Arraya Gildemeister 6-4 6-3               | Marianne Werdel Witmeyer               |               |                     |
| 24 luglio | Schenectady Open 1989 Schenectady, New York, USA Cemento Singolare - Doppio | Tier V    | Michelle Jaggard-Lai Hu Na 6–3, 6–2             | Sandra Birch Debbie Graham             |               |                     |
| 24 luglio | Swedish Open 1989 Båstad, Svezia Terra Singolare - Doppio                   | Tier V    | Katerina Maleeva 6-1 6-3                        | Sabine Hack                            |               |                     |
| 24 luglio | Swedish Open 1989 Båstad, Svezia Terra Singolare - Doppio                   | Tier V    | Mercedes Paz Tine Scheuer-Larsen 6–2, 7–5       | Sabrina Goleš Katerina Maleeva         |               |                     |
| 31 luglio | San Diego Open 1989 San Diego, Stati Uniti Cemento Singolare - Doppio       | Tier IV   | Steffi Graf 6-4 7-5                             | Zina Garrison                          |               |                     |
| 31 luglio | San Diego Open 1989 San Diego, Stati Uniti Cemento Singolare - Doppio       | Tier IV   | Elise Burgin Rosalyn Fairbank 4–6, 6–3, 6–3     | Gretchen Magers Robin White            |               |                     |
| 31 luglio | Vitosha New Otani Open 1989 Sofia, Bulgaria Terra Singolare - Doppio        | Tier V    | Isabel Cueto 6-2 7–6(3)                         | Katerina Maleeva                       |               |                     |
| 31 luglio | Vitosha New Otani Open 1989 Sofia, Bulgaria Terra Singolare - Doppio        | Tier V    | Laura Garrone Laura Golarsa 6–4, 7–5            | Silke Meier Elena Wagner               |               |                     |

### Agosto
| Settimana             | Torneo                                                                              | Categoria   | Vincitrici                                        | Finaliste                               | Semifinaliste | Eliminate ai quarti |
| --------------------- | ----------------------------------------------------------------------------------- | ----------- | ------------------------------------------------- | --------------------------------------- | ------------- | ------------------- |
| 7 agosto              | East West Bank Classic 1989 Manhattan Beach, Stati Uniti Cemento Singolare - Doppio | Tier II     | Martina Navrátilová 6-0 6-2                       | Gabriela Sabatini                       |               |                     |
| 7 agosto              | East West Bank Classic 1989 Manhattan Beach, Stati Uniti Cemento Singolare - Doppio | Tier II     | Martina Navrátilová Wendy Turnbull 5-2 ritiro     | Mary Joe Fernández Claudia Kohde Kilsch |               |                     |
| 14 agosto             | WTA New Jersey 1989 Mahwah, Stati Uniti Cemento Singolare - Doppio                  | Tier IV     | Steffi Graf 7-5 6-2                               | Andrea Temesvári                        |               |                     |
| 14 agosto             | WTA New Jersey 1989 Mahwah, Stati Uniti Cemento Singolare - Doppio                  | Tier IV     | Steffi Graf Pam Shriver 6–2, 6–4                  | Louise Allen Laura Arraya Gildemeister  |               |                     |
| 14 agosto             | Virginia Slims of Albuquerque 1989 Albuquerque, USA Cemento Singolare - Doppio      | Tier V      | Lori McNeil 6-1 6-3                               | Elna Reinach                            |               |                     |
| 14 agosto             | Virginia Slims of Albuquerque 1989 Albuquerque, USA Cemento Singolare - Doppio      | Tier V      | Nicole Bradtke Elna Reinach 4–6, 6–4, 6–2         | Raffaella Reggi Arantxa Sánchez Vicario |               |                     |
| 21 agosto             | Canada Open 1989 Toronto, Canada Cemento Singolare - Doppio                         | Tier II     | Martina Navrátilová 6-2 6-2                       | Arantxa Sánchez Vicario                 |               |                     |
| 21 agosto             | Canada Open 1989 Toronto, Canada Cemento Singolare - Doppio                         | Tier II     | Gigi Fernández Robin White 6-1, 7-5               | Martina Navrátilová Larisa Neiland      |               |                     |
| 28 agosto 2 settimane | US Open 1989 Flushing Meadows, New York, USA Cemento Singolare - Doppio - Misto     | Grande Slam | Steffi Graf 3-6 7-5 6-1                           | Martina Navrátilová                     |               |                     |
| 28 agosto 2 settimane | US Open 1989 Flushing Meadows, New York, USA Cemento Singolare - Doppio - Misto     | Grande Slam | Hana Mandlíková Martina Navrátilová 5–7, 6–4, 6–4 | Mary Joe Fernández Pam Shriver          |               |                     |

### Settembre
| Settimana    | Torneo                                                                                 | Categoria        | Vincitrici                                      | Finaliste                         | Semifinaliste | Eliminate ai quarti |
| ------------ | -------------------------------------------------------------------------------------- | ---------------- | ----------------------------------------------- | --------------------------------- | ------------- | ------------------- |
| 11 settembre | Virginia Slims of Arizona 1989 Phoenix, USA Cemento Singolare - Doppio                 | Tier V           | Conchita Martínez 3-6 6-4 6-2                   | Elise Burgin                      |               |                     |
| 11 settembre | Virginia Slims of Arizona 1989 Phoenix, USA Cemento Singolare - Doppio                 | Tier V           | Penny Barg-Mager Peanut Louie-Harper 7–6, 7–6   | Elise Burgin Rosalyn Fairbank     |               |                     |
| 11 settembre | Athens Trophy 1989 Atene, Grecia Cemento Singolare - Doppio                            | Tier V           | Cecilia Dahlman 6-3 1-6 7-5                     | Rachel McQuillan                  |               |                     |
| 11 settembre | Athens Trophy 1989 Atene, Grecia Cemento Singolare - Doppio                            | Tier V           | Sandra Cecchini Patricia Tarabini 4–6, 6–4, 6–2 | Silke Meier Elena Wagner          |               |                     |
| 15 settembre | World Doubles Championships 1989 Tokyo, Giappone 175 000 $ - Sintetico (i) - 8D Doppio | Torneo fine anno | Gigi Fernández Robin White 6–2, 6–2             | Elizabeth Smylie Wendy Turnbull   |               |                     |
| 18 settembre | Clarins Open 1989 Parigi, Francia Terra rossa Singolare - Doppio                       | Tier V           | Sandra Cecchini 6-4 6(5)–7 6-1                  | Regina Rajchrtova Kordova         |               |                     |
| 18 settembre | Clarins Open 1989 Parigi, Francia Terra rossa Singolare - Doppio                       | Tier V           | Sandra Cecchini Patricia Tarabini 6–1, 6–1      | Nathalie Herreman Catherine Suire |               |                     |
| 18 settembre | Virginia Slims of Dallas 1989 Dallas, USA Sintetico indoor Singolare - Doppio          | Tier III         | Martina Navrátilová 7–6(2) 6-3                  | Monica Seles                      |               |                     |
| 18 settembre | Virginia Slims of Dallas 1989 Dallas, USA Sintetico indoor Singolare - Doppio          | Tier III         | Mary Joe Fernández Betsy Nagelsen 7–6, 6–3      | Elise Burgin Rosalyn Fairbank     |               |                     |

### Ottobre
| Settimana  | Torneo                                                                                    | Categoria | Vincitrici                                                  | Finaliste                         | Semifinaliste | Eliminate ai quarti |
| ---------- | ----------------------------------------------------------------------------------------- | --------- | ----------------------------------------------------------- | --------------------------------- | ------------- | ------------------- |
| 9 ottobre  | Moscow Ladies Open 1989 Mosca, Russia Sintetico (indoor) Singolare - Doppio               | Tier V    | Gretchen Magers 6-3 6-4                                     | Nataša Zvereva                    |               |                     |
| 9 ottobre  | Moscow Ladies Open 1989 Mosca, Russia Sintetico (indoor) Singolare - Doppio               | Tier V    | Nataša Zvereva Larisa Neiland 6–3, 6–4                      | Nathalie Herreman Catherine Suire |               |                     |
| 9 ottobre  | Porsche Tennis Grand Prix 1989 Filderstadt, Germania Cemento (indoor) Singolare - Doppio  | Tier III  | Gabriela Sabatini 7–6(5) 6-4                                | Mary Joe Fernández                |               |                     |
| 9 ottobre  | Porsche Tennis Grand Prix 1989 Filderstadt, Germania Cemento (indoor) Singolare - Doppio  | Tier III  | Gigi Fernández Robin White 6–4, 7–6(2)                      | Raffaella Reggi Elna Reinach      |               |                     |
| 16 ottobre | WTA Bayonne 1989 Bayonne, Francia Cemento Singolare - Doppio                              | Tier V    | Katerina Maleeva 6-2 6-2                                    | Conchita Martínez                 |               |                     |
| 16 ottobre | WTA Bayonne 1989 Bayonne, Francia Cemento Singolare - Doppio                              | Tier V    | Manon Bollegraf Catherine Tanvier 7–6, 7–5                  | Elna Reinach Raffaella Reggi      |               |                     |
| 16 ottobre | Open di Zurigo 1989 Zurigo, Svizzera Cemento Singolare - Doppio                           | Tier III  | Steffi Graf 6-1 7–6(6)                                      | Jana Novotná                      |               |                     |
| 16 ottobre | Open di Zurigo 1989 Zurigo, Svizzera Cemento Singolare - Doppio                           | Tier III  | Jana Novotná Helena Suková 6-3, 3-6, 6-4                    | Nathalie Tauziat Judith Wiesner   |               |                     |
| 23 ottobre | Brighton International 1989 Brighton, Gran Bretagna Sintetico (indoor) Singolare - Doppio | Tier III  | Steffi Graf 7-5 6-4                                         | Monica Seles                      |               |                     |
| 23 ottobre | Brighton International 1989 Brighton, Gran Bretagna Sintetico (indoor) Singolare - Doppio | Tier III  | Katrina Adams Lori McNeil 4-6, 7-6, 6-4                     | Hana Mandlíková Jana Novotná      |               |                     |
| 23 ottobre | Puerto Rico Open 1989 San Juan, Porto Rico Cemento Singolare - Doppio                     | Tier IV   | Laura Arraya Gildemeister 6-1 6-2                           | Gigi Fernández                    |               |                     |
| 23 ottobre | Puerto Rico Open 1989 San Juan, Porto Rico Cemento Singolare - Doppio                     | Tier IV   | Gigi Fernández Robin White finale non disputata per pioggia | Cammy MacGregor Ronni Reis        |               |                     |
| 30 ottobre | Virginia Slims of Indianapolis 1989 Indianapolis, USA Cemento indoor Singolare - Doppio   | Tier V    | Katerina Maleeva 6-4 6-4                                    | Raffaella Reggi                   |               |                     |
| 30 ottobre | Virginia Slims of Indianapolis 1989 Indianapolis, USA Cemento indoor Singolare - Doppio   | Tier V    | Katrina Adams Lori McNeil 6–4, 6–4                          | Claudia Porwik Larisa Neiland     |               |                     |
| 30 ottobre | Virginia Slims of New England 1989 Worcester, USA Sintetico indoor Singolare - Doppio     | Tier II   | Martina Navrátilová 6-2 6-3                                 | Zina Garrison                     |               |                     |
| 30 ottobre | Virginia Slims of New England 1989 Worcester, USA Sintetico indoor Singolare - Doppio     | Tier II   | Martina Navrátilová Pam Shriver 6–4, 4–6, 6–4               | Elise Burgin Rosalyn Fairbank     |               |                     |

### Novembre
| Settimana   | Torneo                                                                              | Categoria | Vincitrici                                     | Finaliste                        | Semifinaliste | Eliminate ai quarti |
| ----------- | ----------------------------------------------------------------------------------- | --------- | ---------------------------------------------- | -------------------------------- | ------------- | ------------------- |
| 6 novembre  | Ameritech Cup 1989 Chicago, USA Sintetico indoor Singolare - Doppio                 | Tier II   | Zina Garrison 6-3 2-6 6-4                      | Larisa Neiland                   |               |                     |
| 6 novembre  | Ameritech Cup 1989 Chicago, USA Sintetico indoor Singolare - Doppio                 | Tier II   | Larisa Neiland Nataša Zvereva 6–3, 2–6, 6–3    | Jana Novotná Helena Suková       |               |                     |
| 6 novembre  | Virginia Slims of Nashville 1989 Nashville, USA Cemento indoor Singolare - Doppio   | Tier IV   | Leila Meskhi 6-2 6-3                           | Helen Kelesi                     |               |                     |
| 6 novembre  | Virginia Slims of Nashville 1989 Nashville, USA Cemento indoor Singolare - Doppio   | Tier IV   | Manon Bollegraf Meredith McGrath 1-6, 7-6, 7-6 | Natalija Medvedjeva Leila Meskhi |               |                     |
| 13 novembre | Virginia Slims Championships 1989 New York, USA Sintetico indoor Singolare - Doppio | Masters   | Steffi Graf 6-4 7-5 2-6 6-2                    | Martina Navrátilová              |               |                     |
| 13 novembre | Virginia Slims Championships 1989 New York, USA Sintetico indoor Singolare - Doppio | Masters   | Martina Navrátilová Pam Shriver 6-3, 6-2       | Larisa Neiland Nataša Zvereva    |               |                     |

### Dicembre
| Settimana   | Torneo                                                       | Categoria | Vincitrici                              | Finaliste                                    | Semifinaliste | Eliminate ai quarti |
| ----------- | ------------------------------------------------------------ | --------- | --------------------------------------- | -------------------------------------------- | ------------- | ------------------- |
| 11 dicembre | Brasil Open 1989 Guarujá, Brasile Cemento Singolare - Doppio | Tier V    | Federica Haumuller 7–6(7) 6-4           | Patricia Tarabini                            |               |                     |
| 11 dicembre | Brasil Open 1989 Guarujá, Brasile Cemento Singolare - Doppio | Tier V    | Mercedes Paz Patricia Tarabini 6-2, 6-2 | Claudia Chabalgoity Luciana Corsato Owsianka |               |                     |

## Ranking a fine anno
Nelle due tabelle sono presenti le prime dieci tenniste di entrambe le specialità a fine stagione.

### Singolare
| #   | Giocatrice              | Punti    | Rank. 1988 | /       |
| 1.  | Steffi Graf             | 300.9980 | 1          | Stabile |
| 2.  | Martina Navrátilová     | 208.1995 | 2          | Stabile |
| 3.  | Gabriela Sabatini       | 166.5597 | 4          | 1       |
| 4.  | Zina Garrison           | 128.4947 | 9          | 5       |
| 5.  | Arantxa Sánchez Vicario | 121.2214 | 18         | 13      |
| 6.  | Monica Seles            | 117.2153 | 86         | 80      |
| 7.  | Conchita Martínez       | 87.8854  | 41         | 34      |
| 8.  | Helena Suková           | 87.3127  | 8          | Stabile |
| 9.  | Manuela Maleeva         | 84.0804  | 6          | 3       |
| 10. | Chris Evert             | 79.7917  | 3          | 7       |

### Doppio
| #   | Giocatrice          | Punti    | Rank. 1988 | /       |
| 1.  | Martina Navrátilová | 361.8135 | 1          | Stabile |
| 2.  | Helena Suková       | 290.7845 | 4          | 2       |
| 3.  | Larisa Savchenko    | 280.1181 | 9          | 6       |
| 4.  | Pam Shriver         | 279.7621 | 2          | 2       |
| 5.  | Jana Novotná        | 270.7337 | 13         | 8       |
| 6.  | Natasha Zvereva     | 259.5676 | 11         | 5       |
| 7.  | Gigi Fernández      | 210.1921 | 6          | 1       |
| 8.  | Mary Joe Fernández  | 209.0000 | 63         | 55      |
| 9.  | Zina Garrison       | 199.6011 | 7          | 2       |
| 10. | Katrina Adams       | 193.6407 | 14         | 4       |